# FKボケリ・コトル
フドバルスキ・クルブ・ボケリ・コトル（セルビア語: Fudbalski klub Bokelj Kotor）は、モンテネグロ・コトルを本拠地とするサッカークラブである。

## 歴史
1922年7月30日にSKプリモラツとして設立された。1951年にドルガ・サヴェズナ・リーガに昇格したが、多くの時期ではモンテネグロの地域リーグに参戦していた。
1999年にドルガ・リーガ・SRユーゴスラヴィエに昇格し、2003年に2位につけたのが当時のクラブ史上最高成績であった。その後、モンテネグロが独立、同国のリーグに参戦した。2015-16シーズンにプルヴァ・ツルノゴルスカ・フドバルスカ・リーガで4位につけたことによってUEFAヨーロッパリーグ 2016-17予選1回戦への出場権を獲得したが、FKヴォイヴォディナ・ノヴィ・サドに敗れた。

## タイトル
- ドルガ・ツルノゴルスカ・フドバルスカ・リーガ: 2010-11, 2013-14
- ツルノゴルスカ・レプブリチカ・リーガ: 1947-48, 1950, 1953-54, 1955-56, 1956-57, 1970-71, 1985-86, 1987-88
- モンテネグロ共和国杯: 1948-49, 1973-74

## 歴代所属選手
- 内田昂輔 2013
- 志村謄 2016